# Gigantochloa hasskarliana
Gigantochloa hasskarliana là một loài thực vật có hoa trong họ Hòa thảo. Loài này được (Kurz) Backer mô tả khoa học đầu tiên năm 1927.